# Halifax, Nova Scotia
Halifax (/ˈhælifæks/), tên chính thức là Halifax Regional Municipality (HRM), là thủ phủ của tỉnh Nova Scotia, Canada. Theo kết quả Điều tra dân số 2021, khu vực này có dân số là 439.819 người với 348.634 người trong khu vực đô thị. Thủ phủ này được thành lập năm 1996, hợp nhất từ Halifax County. Vùng đô thị này được quy hoạch thành 18 cộng đồng. 18 cộng đồng này lại được chia thành hơn 200 cộng đồng có tên nhỏ hơn và các vùng con, chẳng hạn như các thành phố cũ Dartmouth và Halifax.
Halifax là một trung tâm kinh tế lớn ở miền đông Canada với số lượng lớn các dịch vụ chính phủ và các công ty tư nhân. Các doanh nghiệp lớn và các tổ chức kinh tế chính bao gồm Bộ Quốc phòng, Đại học Dalhousie, nhà máy đóng tàu Halifax, các cấp chính quyền, và cảng Halifax. Nông nghiệp, đánh bắt cá, khai thác mỏ, lâm nghiệp và khai thác khí đốt thiên nhiên là các ngành công nghiệp khai thác có mặt trong các khu vực nông thôn của vùng này. Halifax đứng thứ tư trong số những nơi tốt nhất để sống tại Canada năm 2012. Tạp chí FDI bình bầu Halifax là khu vực đầu tiên trong danh sách "các thành phố lớn có chất lượng cuộc sống tốt nhất" và đứng thứ hai trong danh sách "các thành phố lớn của tương lai" trong các thành phố Bắc Mỹ và Nam Mỹ.

## Khí hậu
| Dữ liệu khí hậu của Halifax, Nova Scotia (Halifax Citadel, 1981−2010) | Dữ liệu khí hậu của Halifax, Nova Scotia (Halifax Citadel, 1981−2010) | Dữ liệu khí hậu của Halifax, Nova Scotia (Halifax Citadel, 1981−2010) | Dữ liệu khí hậu của Halifax, Nova Scotia (Halifax Citadel, 1981−2010) | Dữ liệu khí hậu của Halifax, Nova Scotia (Halifax Citadel, 1981−2010) | Dữ liệu khí hậu của Halifax, Nova Scotia (Halifax Citadel, 1981−2010) | Dữ liệu khí hậu của Halifax, Nova Scotia (Halifax Citadel, 1981−2010) | Dữ liệu khí hậu của Halifax, Nova Scotia (Halifax Citadel, 1981−2010) | Dữ liệu khí hậu của Halifax, Nova Scotia (Halifax Citadel, 1981−2010) | Dữ liệu khí hậu của Halifax, Nova Scotia (Halifax Citadel, 1981−2010) | Dữ liệu khí hậu của Halifax, Nova Scotia (Halifax Citadel, 1981−2010) | Dữ liệu khí hậu của Halifax, Nova Scotia (Halifax Citadel, 1981−2010) | Dữ liệu khí hậu của Halifax, Nova Scotia (Halifax Citadel, 1981−2010) | Dữ liệu khí hậu của Halifax, Nova Scotia (Halifax Citadel, 1981−2010) |
| Tháng                                                                 | 1                                                                     | 2                                                                     | 3                                                                     | 4                                                                     | 5                                                                     | 6                                                                     | 7                                                                     | 8                                                                     | 9                                                                     | 10                                                                    | 11                                                                    | 12                                                                    | Năm                                                                   |
| --------------------------------------------------------------------- | --------------------------------------------------------------------- | --------------------------------------------------------------------- | --------------------------------------------------------------------- | --------------------------------------------------------------------- | --------------------------------------------------------------------- | --------------------------------------------------------------------- | --------------------------------------------------------------------- | --------------------------------------------------------------------- | --------------------------------------------------------------------- | --------------------------------------------------------------------- | --------------------------------------------------------------------- | --------------------------------------------------------------------- | --------------------------------------------------------------------- |
| Cao kỉ lục °C (°F)                                                    | 14.0 (57.2)                                                           | 16.0 (60.8)                                                           | 23.5 (74.3)                                                           | 26.1 (79.0)                                                           | 33.3 (91.9)                                                           | 34.0 (93.2)                                                           | 33.0 (91.4)                                                           | 33.9 (93.0)                                                           | 32.2 (90.0)                                                           | 24.0 (75.2)                                                           | 20.0 (68.0)                                                           | 16.7 (62.1)                                                           | 34.0 (93.2)                                                           |
| Trung bình ngày tối đa °C (°F)                                        | −0.1 (31.8)                                                           | 0.4 (32.7)                                                            | 3.6 (38.5)                                                            | 8.7 (47.7)                                                            | 14.4 (57.9)                                                           | 19.6 (67.3)                                                           | 23.1 (73.6)                                                           | 23.1 (73.6)                                                           | 19.3 (66.7)                                                           | 13.4 (56.1)                                                           | 8.1 (46.6)                                                            | 2.8 (37.0)                                                            | 11.4 (52.5)                                                           |
| Trung bình ngày °C (°F)                                               | −4.1 (24.6)                                                           | −3.6 (25.5)                                                           | −0.2 (31.6)                                                           | 4.9 (40.8)                                                            | 10.1 (50.2)                                                           | 15.2 (59.4)                                                           | 18.8 (65.8)                                                           | 19.1 (66.4)                                                           | 15.5 (59.9)                                                           | 9.9 (49.8)                                                            | 4.8 (40.6)                                                            | −0.8 (30.6)                                                           | 7.5 (45.5)                                                            |
| Tối thiểu trung bình ngày °C (°F)                                     | −8.2 (17.2)                                                           | −7.5 (18.5)                                                           | −3.9 (25.0)                                                           | 1.0 (33.8)                                                            | 5.8 (42.4)                                                            | 10.7 (51.3)                                                           | 14.4 (57.9)                                                           | 15.1 (59.2)                                                           | 11.8 (53.2)                                                           | 6.4 (43.5)                                                            | 1.5 (34.7)                                                            | −4.3 (24.3)                                                           | 3.6 (38.5)                                                            |
| Thấp kỉ lục °C (°F)                                                   | −26.1 (−15.0)                                                         | −25.0 (−13.0)                                                         | −21.0 (−5.8)                                                          | −12.0 (10.4)                                                          | −2.8 (27.0)                                                           | 1.7 (35.1)                                                            | 7.2 (45.0)                                                            | 6.1 (43.0)                                                            | 1.0 (33.8)                                                            | −5.0 (23.0)                                                           | −13.9 (7.0)                                                           | −23.3 (−9.9)                                                          | −26.1 (−15.0)                                                         |
| Lượng Giáng thủy trung bình mm (inches)                               | 139.7 (5.50)                                                          | 110.1 (4.33)                                                          | 132.5 (5.22)                                                          | 118.3 (4.66)                                                          | 119.1 (4.69)                                                          | 111.8 (4.40)                                                          | 110.3 (4.34)                                                          | 96.4 (3.80)                                                           | 108.9 (4.29)                                                          | 124.3 (4.89)                                                          | 151.4 (5.96)                                                          | 145.1 (5.71)                                                          | 1.468,1 (57.80)                                                       |
| Lượng mưa trung bình mm (inches)                                      | 96.7 (3.81)                                                           | 75.1 (2.96)                                                           | 101.3 (3.99)                                                          | 111.3 (4.38)                                                          | 118.4 (4.66)                                                          | 111.8 (4.40)                                                          | 110.3 (4.34)                                                          | 96.4 (3.80)                                                           | 108.9 (4.29)                                                          | 124.1 (4.89)                                                          | 143.6 (5.65)                                                          | 115.9 (4.56)                                                          | 1.313,9 (51.73)                                                       |
| Lượng tuyết rơi trung bình cm (inches)                                | 43.1 (17.0)                                                           | 35.0 (13.8)                                                           | 31.2 (12.3)                                                           | 7.0 (2.8)                                                             | 0.8 (0.3)                                                             | 0.0 (0.0)                                                             | 0.0 (0.0)                                                             | 0.0 (0.0)                                                             | 0.0 (0.0)                                                             | 0.1 (0.0)                                                             | 7.8 (3.1)                                                             | 29.2 (11.5)                                                           | 154.2 (60.7)                                                          |
| Số ngày giáng thủy trung bình (≥ 0.2 mm)                              | 13.8                                                                  | 11.6                                                                  | 13.1                                                                  | 15.2                                                                  | 15.8                                                                  | 13.6                                                                  | 12.1                                                                  | 11.1                                                                  | 11.7                                                                  | 14.1                                                                  | 15.3                                                                  | 14.5                                                                  | 161.8                                                                 |
| Số ngày mưa trung bình (≥ 0.2 mm)                                     | 8.5                                                                   | 6.5                                                                   | 10.2                                                                  | 14.1                                                                  | 15.7                                                                  | 13.6                                                                  | 12.1                                                                  | 11.1                                                                  | 11.7                                                                  | 14.1                                                                  | 14.5                                                                  | 10.8                                                                  | 142.7                                                                 |
| Số ngày tuyết rơi trung bình (≥ 0.2 cm)                               | 6.8                                                                   | 6.1                                                                   | 4.1                                                                   | 1.6                                                                   | 0.19                                                                  | 0.0                                                                   | 0.0                                                                   | 0.0                                                                   | 0.0                                                                   | 0.10                                                                  | 1.2                                                                   | 5.2                                                                   | 25.3                                                                  |
| Nguồn: Environment Canada                                             |                                                                       |                                                                       |                                                                       |                                                                       |                                                                       |                                                                       |                                                                       |                                                                       |                                                                       |                                                                       |                                                                       |                                                                       |                                                                       |